# 阿富汗人權
阿富汗的人權情況在塔利班的肆虐下陷入危機。

## 歷史
在查希爾沙阿的君主制下，人權通常受到尊重。1965年7月實施的《新聞法》首次給予新聞界相當大的自由。雖然媒體大多是自由的，但在某些情況下，國王關閉了被認為具有威脅性的持不同政見者的媒體。1978年蘇聯入侵後統治阿富汗的共產主義共和國大力鎮壓反對派。政府綁架並處決了數千名囚犯、農村平民異議人士。
1987年4月，阿富汗批准了聯合國禁止酷刑公約(CAT)，該公約禁止國家對任何人施加酷刑。新領導人巴布拉克·卡馬爾承諾結束 Khalq 的暴行，部分做到了，但侵犯人權的行為仍在繼續。政府與蘇聯人有意將農村地區的平民定居點作為目標。在穆罕默德·納吉布拉總統的改革下，言論自由得到進一步改善，但人權總體上仍然受到限制。
在1990年代，各種民兵對平民犯下了許多暴行。喀布爾戰役期間不分青紅皂白的火箭襲擊，尤其是古爾布丁·希克馬蒂亞爾（Gulbuddin Hekmatyar）的民兵發動的襲擊，造成數千平民喪生。1996 年執政的塔利班對婦女實施了嚴格的限制，公開處決，並阻止國際援助進入該國以幫助飢餓的平民。
2001年的波恩協定設立了阿富汗獨立人權委員會（AIHRC），作為保護和促進人權以及調查侵犯人權和戰爭罪行的國家人權機構。2004年的阿富汗憲法確立了阿富汗獨立人權委員會的存在。雖然持續的動盪、暴力和重建努力往往讓人難以準確了解正在發生的事情，但非政府組織的各種報告指責阿富汗政府的各個部門從事侵犯人權的行為。
自2001年以來，阿富汗舉行了幾次選舉。2010年9月18日舉行的選舉據報導有2,499名候選人競爭250個席位。在選舉期間塔利班襲擊了許多參與者，在超過300次對投票站的襲擊中殺死了11名平民和3名阿富汗國家警察。塔利班手中的低死亡人數可歸因於政府加強行動，專門針對在選舉前幾天計劃襲擊的叛亂分子領導人，俘獲了數百名叛亂分子和爆炸物。選舉投票率為40%。

## 婦女權益
塔利班禁止婦女上班，除非有男性家庭成員陪伴否則不得離開家。離家時被要求穿一件全罩式罩袍。婦女無法接受正規教育。在塔利班的統治下，阿富汗的婦女基本上被軟禁，並且經常被迫粉刷窗戶讓任何人都看不到裡面或外面。一些曾經擔任過體面職位的婦女為了生存被迫穿著罩袍在街上兜售她們擁有的一切或乞討。由於在塔利班政權之前大多數教師都是女性，對婦女就業的新限製造成了教師的大量缺乏，這給男孩和女孩的教育帶來了巨大壓力。儘管女性被禁止從事包括教學在內的大多數工作，但醫療領域的一些女性被允許繼續工作。這是因為塔利班要求女性只能由女性醫生治療。幾名塔利班和基地組織指揮官在巴基斯坦從事販賣人口、綁架婦女並將她們賣給強迫賣淫和奴役的活動。
2025年1月23日，國際刑事法院以危害人類罪對塔利班最高領導人海巴圖拉·阿洪扎達及其首席法官阿卜杜勒·哈基姆·哈卡尼發佈全球通輯令，控訴其自2021年奪取政權以來，欺凌迫害阿富汗婦女和女孩，剝奪其行動自由、身體控制、受教育與基本私人和家庭生活的權利，並對不服從和反對者施以包括謀殺、監禁、酷刑、強姦和其他性暴力方式的殘硞鎮壓。